# IF Olympia
IF Olympia, kallad Pia, är en svensk fotbollsförening som grundades 1914. Laget bedriver ungdomsverksamhet för pojkar och har ett herrlag. Hemmaplan är Farsta IP och laget bär historiskt vinröda tröjor, vita byxor och vinröda strumpor.
Lagets ursprung är ett kvartersgäng som spelade fotboll på den äng där spontanfotboll spelades och där Kungsholmens brandstation senare byggdes. och som några år senare skulle kalla sig Kronoberg IF efter att ha grundats i källaren på Kronobergsgatan 5. Det namnet var upptaget och istället anslöt de sig till Kungsholmsföreningen Sture, som var en idrottsförening med framförallt löpare. År 1910 slog sig medlemmarna i Sture ihop med en fotbollsförening från Jakobs församling på Norrmalm i Stockholm som hette Olympia. IF Olympia stadfästes sedan den 3 januari 1914.
Klubben har flyttat runt en hel del. Först på Stadshagens idrottsplats, sedan Kristinebergs IP. Under 1960-talet gick flyttlasset från innerstan till Farsta, och i denna södra Stockholmsdel har man förblivit. Som mest hade IF Olympia tio pojklag i Farsta. Under 1980-talet pendlade Pias A-lag herrar mellan division fyra och fem i Stockholms södra serier. Tränare var under åren Jan Meckbach, Jan Oldestedt, Ulf Mattson och Conny Bååth. Föreningen slogs ihop med Hökarnas BK från Hökarängen och bytte namn till Olympia/Hökarnas IF. Senare slogs föreningen ihop med Farsta IF varvid namnet ändrades igen, nu till Olympia/Farsta IF. Tongivande spelare under 1980-talet var bland andra Torgny och Göran Sakko, Pero Jaccopucci, Sven Lundqvist, Toney Ericsson, Ove Holmberg, Dan Modig, Lasse Andersson, Werner Stadthagen, Ola Meckbach, Ralf Emilsson, Benny Karlsson, materialaren Eino Sakko samt lagledaren Curre Jansson.
Sportsliga framgångar var uppflyttningen till division 4 1984 efter kval mot IK Frej samt finalförlusten i distriktsmästerskapen i inomhusfotboll mot Helenelunds IK 1985 inför 10 000 åskådare på Johanneshovs isstadion.
Inför säsongen 2012 slog sig klubben ihop med FC Stockholm City och övertog deras plats i division 6, efter att ha spelat i division 7.